# Macholoa
Macholoa är en ort i Honduras.   Den ligger i departementet Departamento de Santa Bárbara, i den västra delen av landet, 150 km nordväst om huvudstaden Tegucigalpa. Macholoa ligger 417 meter över havet och antalet invånare är 989.
Terrängen runt Macholoa är lite bergig, och sluttar österut. Runt Macholoa är det ganska glesbefolkat, med 23 invånare per kvadratkilometer. Närmaste större samhälle är Santa Bárbara, 6,9 km öster om Macholoa. Omgivningarna runt Macholoa är en mosaik av jordbruksmark och naturlig växtlighet.